# أ. دبليو. مور
أ. دبليو. مور (بالإنجليزية: A. W. Moore)‏ هو فيلسوف بريطاني، ولد في 29 ديسمبر 1956.

## وصلات خارجية
- أ. دبليو. مور على موقع IMDb (الإنجليزية)